# Château de Niederaichbach
Le château de Niederaichbach est un château de la commune de Niederaichbach, dans l'arrondissement de Landshut en Bavière. L'établissement est répertorié comme bâtiment classé sous le numéro de dossier D-2-74-156-8. Il est également répertorié comme monument archéologique sous le numéro de dossier D-2-7339-0361 et comprend la description : « découvertes souterraines médiévales et modernes dans la zone du château de Niederaichbach, y compris des traces de bâtiments antérieurs ou d'anciennes phases de construction ».

## Histoire
Le nom de lieu actuel Niederaichbach est probablement dérivé de la famille noble d'Aichpeckhen, qui y a vécu jusqu'en 1334. Les successeurs, en qualité de seigneurs du village sont les Hermstorfers entre 1410 et 1420. Niederaichbach est élevé au rang de  « Hofmark » en 1444. 
En 1507, Siegmund von Königsfeld a finalement reçu les droits de Hofmark à Niederaichbach. La branche de la famille Königsfeld, à laquelle, le 14 Septembre 1686, l'empereur Léopold Ier avait conféré le titre de comte impérial héréditaire, s'éteignit en 1737. Maria Anna, la veuve du dernier comte de Königsfeld a épousé un comte von Closen en 1737. Les comtes de Closen se sont succédé sur les lieux jusqu'en 1762. 
Ensuite, à partir de 1762, les comtes de Freyen-Seyboltstorff deviennent propriétaires des lieux et reçoivent en 1812, les droits patrimoniaux sur le bâtiment. À la suite de la révolution de 1848, ces droits furent abrogés par la loi du 4 juin 1848. Plus tard, Arthur Karl Freiherr de Weerth mort au château de Niederaichbach en 1906, puis le banquier berlinois Otto von Mendelssohn Bartholdy possèdent successivement le château et le domaine. 
En 1925, le prince Ludwig Philipp de Tour et Taxis (1901-1933) acquiert le château, qui est passé, à sa mort due à un accident d'automobile, aux princes d'Urach par sa fille Iniga (1925-2008), devenue par mariage, en 1948, princesse d'Urach, puis, à la mort de cette dernière, à son fils le prince Karl Anselm d'Urach (né en 1955).
Le château a servi de lieu de tournage pour représenter le lieu fictif Kloster Kaltenthal, dans la série télévisée Um Himmels Willen.

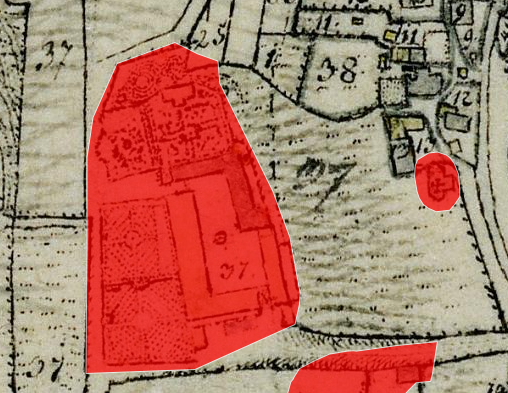
Plan du site du château de Niederaichbach sur le cadastre original de Bavière.

## Descriptif du bâtiment
Le château est un monument classé (numéro D-2-74-156-8) et est décrit comme suit :
- Aile d'habitation en deux ailes avec tour d'angle, XVIIe Siècle, modifié aux XVIIIe et XIXe siècles ;
- Chapelle castrale Sainte-Barbe de 1682, dans l'aile sud ; avec équipement
- Remise à calèches et dépendances, constructions massives au toit à pignon, XIXe siècle, formant une cour à quatre côtés avec les quartiers d'habitation ;
- À l'ouest puis basse-cour, XVIIIe et XIXe siècles ;
- Enceintes conservées dans la partie économique, XVIIIe et XIXe siècles ;
- Enceinte de l'ancien parc nord, XVIIIe et XIXe siècles ;
- Parties préservées du parc et de l'allée, XVIIIe et XIXe siècles.